# Parafia św. Stefana i św. Germana z Auxerre w Vézelay
Parafia św. Stefana i św. Germana z Auxerre – parafia Rosyjskiego Kościoła Prawosławnego w Vézelay, istniejąca od 1986.
Od 1978 trzy rodziny prawosławne żyjące w Vézelay uczestniczyły raz w miesiącu w Świętej Liturgii odprawianej przez proboszcza parafii Ikony Matki Bożej „Wszystkich Strapionych Radość” i św. Genowefy w Paryżu Stephena Headleya raz w miesiącu. W 1986 rosnąca wspólnota prawosławna w mieście wystąpiła do Patriarchatu Moskiewskiego z prośbą o powołanie parafii, na co otrzymała odpowiedź pozytywną.
Parafia nie posiada wolnostojącej cerkwi: nabożeństwa odbywały się kolejno w zaadaptowanym pomieszczeniu w zabytkowym spichlerzu, następnie w kaplicy sióstr franciszkanek, wreszcie – od momentu powołania parafii – w wynajętym, a w 2000 wykupionym na własność XII-wiecznym domu w sąsiedztwie katolickiej bazyliki św. Marii Magdaleny.
Na terenie parafii znajduje się skit, założony i zamieszkany od 2006 przez jedną mniszkę – Makrynę.